# Frank
Frank är ett namn som används både som förnamn och som efternamn. Som efternamn kan det även stavas Franck.

## Förnamnet Frank

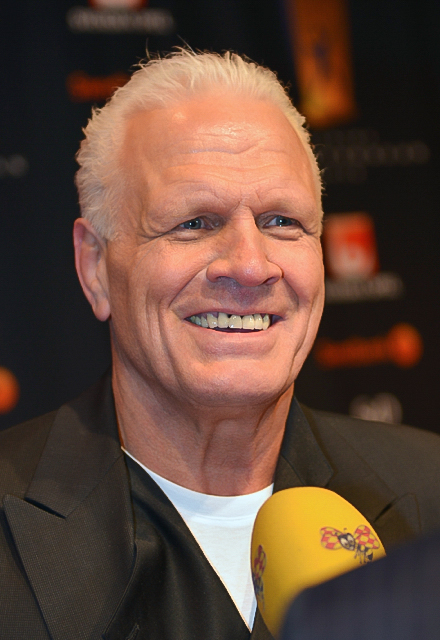
Frank Andersson, 2014

Förnamnet Frank är ett mansnamn och en kortform av det engelska namnet Francis som i sin tur kommer från det latinska namnet Franciscus. Detta var ursprungligen ett rent tillnamn med betydelsen "den franske" eller "fransman". En tysk variant av namnet är Franz, medan den i Sverige vanliga stavningen Frans också förekommer på nederländska.
Namnet Frank har förekommit i Sverige sedan början av 1800-talet.
Namnet var ganska vanligt under 1950- och 1960-talet. De senaste decennierna har det legat runt plats 200 i topplistan. Den 31 december 2012 fanns det totalt 7 611 personer i Sverige med namnet Frank, varav 4 062 med det som förstanamn/tilltalsnamn. År 2003 fick 67 pojkar namnet, varav 20 fick det som tilltalsnamn. Det är också nästan lika vanligt som efternamn med cirka 2 472 bärare.
I den finlandssvenska namnsdagslängden har Frank namnsdag 4 oktober sedan 2000. Före det hade Frank namnsdag 8 oktober 1973–1999.

## Personer med Frank som förnamn
- Filthy Frank (född 1992), japansk-australiensk musiker, sångare, låtskrivare, författare och youTuber (artistnamn)
- Frank Andersson - svensk brottare, OS-brons 1984, bragdmedaljör
- Frank Baude - svensk kommunistledare
- Frank Borman - amerikansk astronaut
- Frank Dorsin - svensk skådespelare
- Frank Capra - amerikansk regissör
- Frank Farian - tysk musiker
- Frank Gorshin - amerikansk skådespelare
- Frank Hadow - brittisk tennisspelare
- Frank Heller -  svensk författare, pseudonym för Gunnar Serner
- Frank Herbert - amerikansk science fiction-författare
- Frank Iero - amerikansk gitarrist
- Frank Klepacki - amerikansk musiker och kompositör
- Frank Kovacs - amerikansk tennisspelare
- Frank Lampard - engelsk mittfältsgeneral och filantrop i Chelsea FC
- Frank Martin - schweizisk tonsättare
- Frank Ocean - amerikansk sångare
- Frank Parker - amerikansk tennisspelare
- Frank Riseley - brittisk tennisspelare
- Frank Sedgman - australisk tennisspelare
- Frank Shields - amerikansk tennisspelare
- Frank Sinatra - amerikansk sångare och skådespelare
- Frank Stallone - amerikansk skådespelare, bror till Sylvester Stallone
- Frank-Walter Steinmeier - tysk politiker, förbundspresident
- Frank Sundström - svensk skådespelare och teaterchef
- Frank Welker - amerikansk röstskådespelare
- Frank Zappa - amerikansk musiker
- Erik Frank - svensk kompositör, dragspelare och jazzmusiker

### Fiktiva personer med Frank som förnamn
- Frank - Världsreportern - serie skapad av Jacques Martin
- Frank Bryce - figur i Harry Potter
- Frank Drebin - figur i Den nakna pistolen-filmerna
- Frank Lambert - figur i "Step by Step" spelad av Patrick Duffy
- Frank Furillo - polischef i "Spanarna på Hill Street"

## Efternamnet Frank eller Franck
Efternamnet Frank är inte ovanligt i Tyskland men förekommer inhemskt också i Sverige, där det använts som soldatnamn. Den 31 december 2014 var följande antal personer bosatta i Sverige med namnvarianterna
- Frank 2 534
- Franck 395

Tillsammans blir detta 2 929 personer. I Tyskland har uppskattats att 27261 personer har Frank och 1483 personer Franck som efternamn.

## Personer med Frank eller Franck som efternamn
- Adolph Frank (1834–1916), tysk teknisk kemist
- Adolphe Franck (1809–1893), fransk-judisk filosof
- Albert Bernhard Frank (1839–1900), tysk botaniker
- Andre Gunder Frank (1929–2005), tysk-amerikansk ekonom
- Andreas Franck (född 1973), svensk ljudtekniker, mixare och kompositör
- Anne Frank (1929–1945), tysk judisk dagboksförfattare
- Arne Franck (född 1948), svensk musiker
- Antje Frank (född 1968), tysk roddare
- August Frank  (1898–1984), tysk SS-man
- Barney Frank (född 1940), amerikansk politiker, demokrat, kongressrepresentant för Massachusetts
- Bernhard Frank (1913–2011), tysk SS-man
- Bo Frank  (född 1954), svensk politiker, moderat
- Bruno Frank (1887–1945), tysk författare
- Carl Frank (1857–1929), svensk skådespelare
- Carl-Johan Franck (1922–2014), svensk fotbollsspelare
- Caspar Franck (död 1578), tysk psalmförfattare och präst
- Cecilia Frank (född 1963), svensk grafisk formgivare
- César Franck (1822–1890), belgisk-fransk tonsättare
- Daniel Frank (född 1975), svensk operasångare och sångpedagog
- Daniel Frank (friidrottare) (1882–1965), amerikansk längdhoppare
- Edith Frank (1900–1945), mor till dagboksförfattaren Anne Frank
- Erik Frank (1915–2005), svensk kompositör, dragspelare och jazzmusiker
- Ernst Frank (1847–1889), tysk musiker
- Eskil Franck (född 1950), svensk teolog och ämbetsman
- Eve Frank (1754–1816), bulgarisk mystiker och sektledare
- Franz Hermann Reinhold Frank (1827–1894), tysk teolog
- Gert Frank (1956–2019), dansk tävlingscyklist
- Hans Franck (1879–1964), tysk författare
- Hans Frank (1900–1946), tysk jurist och nazistisk politiker
- Hans Göran Franck (1925–1998), svensk advokat och politiker
- Harry Frank (född 1943), svensk elkraftforskare
- Harry Alverson Franck (1881–1962), amerikansk globetrotter och författare
- Ilja M. Frank (1908–1990), rysk fysiker, nobelpristagare 1958
- Jack Frank (född 1946) svensk porrskådespelare
- Jackson C. Frank (1943–1999), amerikansk folkmusiker
- Jacqueline Frank (född 1980), amerikansk vattenpolomålvakt
- Jakob Frank (1726–1791), polsk judisk religiös ledare
- James Franck (1882–1964), tysk-amerikansk fysiker, nobelpristagare 1925
- Jan Frank (1947–2004), svensk arméofficer
- Joachim Frank (född 1940), tyskamerikansk biofysiker
- Johann Franck (1618–1677), tysk psalmförfattare
- Johann Peter Frank (1745–1821), tysk läkare
- Johann Wolfgang Franck (1644–1710), tysk tonsättare
- Johannes Franck (1590–1661), svensk botaniker
- Josef Frank (1885–1967), österrikisk arkitekt och formgivare
- Joseph Frank (1771–1842), tysk läkare
- Kaj Franck (1911–1989), finländsk keramiker, textil- och glaskonstnär
- Karl Hermann Frank (1898–1946), sudettysk nazistisk politiker
- Leo Frank (1884–1915), amerikansk morddömd och lynchoffer
- Leonhard Frank (1882–1961), tysk författare
- Liborius von Frank (1846–1935), österrikisk militär
- Ludwig Frank (1874–1914), tysk politiker, socialdemokrat
- Margot Frank (1926–1945), (tysk) äldre syster till Anne Frank
- Maria Franck (1769–1847), svensk skådespelare
- Mark Frank  (född 1977), tysk spjutkastare
- Melchior Franck (1579–1639), tysk tonsättare
- Mia Franck (född 1971), finlandssvensk författare och litteraturvetare
- Michael Sigismund Frank (1770–1847), tysk glasmålare.
- Nadja Franck (1867–1932), finländsk konståkare
- Niklas Frank (född 1939), tysk journalist och författare
- Nikolaus Frank (född 1964), svensk industridesigner
- Olle Franck (1894–1963), svensk agronom
- Otto Frank (1889–1980), (tysk) far till Anne och Margot Frank
- Paul Frank (född 1967), amerikansk illustratör och modedesigner
- Petra Frank, svensk koreograf
- Philipp Frank (1884–1966), österrikisk fysiker, matematiker och filosof
- Reinhard Frank (1860–1934), tysk rättsvetare
- Robert Frank (född 1924), amerikansk fotograf
- Sebastian Franck (1499–1542), tysk religiös tänkare och författare
- Semjon L. Frank (1877–1950), rysk religionsfilosof
- Sofus Franck (1873–1945), dansk skolman
- Suzanne Frank (född 1957), svensk politiker, moderat
- Tenney Frank (1876–1939), amerikansk klassisk filolog
- Thomas Frank (född 1973), dansk fotbollstränare
- Tobias Frank (född 1958), västtysk landhockeyspelare
- Tomas Franck (född 1958), svensk jazzmusiker och tenorsaxofonist
- Waldo Frank (1889–1967), amerikansk författare
- Walter Frank (1905–1945), tysk historiker
- Willi Frank (1903–1984), tysk nazistisk tandläkare

### Fiktiva personer med Frank som efternamn
- Petrea Frank, huvudperson i Fredrika Bremers roman Hemmet från 1839
- Vanessa Frank, huvudperson i en serie kriminalromaner av Pascal Engman